# CroisSanderShow
De CroisSanderShow was een radioprogramma van de omroep BNN op 3FM gepresenteerd door Sander Hoogendoorn.
Het programma werd elke zaterdagmorgen van zeven tot tien uur en elke zondagmorgen van zes tot tien uur uitgezonden. Het programma begon op 7 juli 2012 als opvolger van ODOF, gepresenteerd door Frank Dane.

## Vaste onderdelen
- De rijdende wekker: De rijdende wekker blaast uitslapers uit hun bed met een bus vol luidsprekers.
- Naamplaat: Luisteraars kunnen een plaat doorgeven waar ze hun eigen naam in horen.
- Sterren Stinken op Zaterdag: Luisteraars moeten raden of de ster in kwestie al wakker is of nog ligt te stinken in zijn of haar bed (in ruil voor festivalkaartjes).
- Ideeënbus: Luisteraars kunnen een plaatje of evenement promoten en krijgen daarvoor een minuut zendtijd.
- Wakker met een Wijsje: Luisteraars kunnen hun plaat doorgeven waar ze 's ochtends mee wakker werden in hun hoofd.
- Ken je Kleinkind Quiz: Luisteraars kunnen samen met hun opa of oma op de radio om een quiz te spelen. De quiz gaat over het kleinkind zelf.
- Champions Request: Luisteraars mogen een plaat aanvragen, maar alleen als ze gaan sporten die dag.
- USB-stick van Sander: Hoogendoorn heeft een USB-stick met zijn favoriete muziek erop. Een luisteraar krijgt de stick, zet één liedje erop en haalt één liedje eraf. Dan moet hij het doorgeven aan een ander en zo gaat dit door. Uiteindelijk staat er andere muziek op dan dat Hoogendoorn erop had gezet.
- Het Succesnummer: De luisteraars mogen 3FM bellen om iemand succes te wensen.